# Дрюэ, Изабель
Изабе́ль Дрюэ́ (фр. Isabelle Druet; 19 сентября 1979, Ниор, Дё-Севр, Франция) — французская оперная певица, меццо-сопрано.

## Биография
Изабель Дрюэ начинала как комедийная актриса, в 2000 году основала в Безансоне театральную компанию La Carotte, в спектаклях которой соединяются музыка, танец и повествование. Получила степень магистра la construction du personnage à l’opéra. Посещала мастер-классы Рене Якобса и Аньес Меллон. В июне 2007 года Дрюэ единогласно была присуждена первая премия Парижской консерватории в области вокала (класс Изабель Гюйо фр. Isabelle Guillaud). В этом же году Дрюэ получила премию Révélation classique lyrique de l’Adami.

### Концертная деятельность
Дрюэ начала выступать с ансамблем Le Poème Harmonique, её группа позволила ей познавать новые музыкальные стили. В 2010 году она выступила в спектакле «Кадм и Гермиона» в сопровождении Le Poème Harmonique и Венсана Дюместра. Она записала «Шекспировские песни» с пианисткой Анной Ле Бозек, а позже также произведения Шуберта, Корнгольда и Брамса. 

## Оперный репертуар
- Генри Пёрселл: Дидона, «Дидона и Эней»;
- Франческо Кавалли: Климена, «Эгисф»;
- Георг Фридрих Гендель: Руджьеро, «Альцина»;
- Жан Батист Люлли: Мудрость, Сидони, Мелисса, «Армида», дирижёр — Уильям Кристи;
- Андре Кампра: Заида, «Галантная Европа»;
- Джоаккино Россини: Анджелина, «Золушка»; Изабелла, «Итальянка в Алжире»;
- Жорж Бизе: Кармен, «Кармен»;
- Жак Оффенбах: Перикола, «Перикола»;
- Пётр Ильич Чайковский: Ларина, «Евгений Онегин»;
- Иоганн Штраус: Князь Орловский, «Летучая мышь»